# Eutimia
Eutimia (do grego eu = normal + timo = humor) é definido por Demócrito como um estado de equilíbrio no humor e por Sêneca como um estado de tranquilidade, um ponto de estabilidade entre o humor deprimido e o humor eufórico.
Trata-se do ponto de equilíbrio entre a distimia (humor constantemente baixo) e sua versão mais intensa, a depressão maior, quanto da hipomania (humor constantemente elevado) e sua versão mais intensa, a mania. Sendo assim, é o objetivo dos tratamentos de transtornos de humor como ciclotimia e transtorno bipolar.